# Santana do Mundaú
Santana do Mundaú là một đô thị ở bang Alagoas, Brasil. Dân số năm 2007 ước khoảng 11.663 người.